# Trístrato
Trístrato (Tristrato) är en ort i Grekland.   Den ligger i prefekturen Nomós Argolídos och regionen Peloponnesos, i den södra delen av landet, 90 km väster om huvudstaden Aten. Trístrato ligger 60 meter över havet och antalet invånare är 116.
Terrängen runt Trístrato är kuperad åt nordväst, men åt sydost är den platt. Runt Trístrato är det ganska tätbefolkat, med 160 invånare per kvadratkilometer. Närmaste större samhälle är Argos, 4,7 km söder om Trístrato. 